# Copa Libertadores da América de 1966
A Copa Libertadores da América de 1966 foi a sétima edição da principal competição continental da América do Sul, organizada pela CONMEBOL. Colômbia e Brasil não enviaram seus representantes. Esta edição se tornou a primeira competição de clubes do mundo a incluir não apenas os campeões, mas também os vice-campeões de cada uma de suas associações participantes. Apesar do fato de clubes colombianos e brasileiros não terem participado, este torneio viu um recorde de 95 partidas.
A Colômbia não enviou um representante devido aos desentendimentos entre a CONMEBOL e as federações colombianas de futebol. Os brasileiros protestaram contra a inclusão dos vice-campeões de cada nação e argumentaram que o torneio deveria ser reservado para os campeões nacionais. Segundo eles, isso desvirtuou a competição e os poderes reservados apenas para os campeões, além da ordem de prioridade que deram aos seus torneios interestaduais e os muitos encontros pouco atraentes contra times do "Pacífico"; os clubes brasileiros optaram por turnês ao redor do mundo, pois eram vistas como mais recompensadoras economicamente. Não tendo nenhum incentivo econômico, a CONMEBOL foi forçada a dar aos clubes a liberdade de participar ou não. Essa tendência continuará nas próximas 5 edições.
Depois de vencer cada uma das partidas em casa, Peñarol e River Plate precisaram de um playoff para quebrar o impasse. A partida foi disputada no Estádio Nacional de Chile, em Santiago. O River Plate terminou o primeiro tempo com 2-0 e estava no controle em direção ao seu primeiro título. As manyas conseguiram reverter a desvantagem para levar esta partida para a prorrogação. Com mais dois gols, o placar final de 2-4 levou o Peñarol a se tornou o primeiro tricampeão da América. O colapso do River Plate no segundo tempo levou o clube a ser conhecido, até hoje, como os "gallinas" (galinhas).

## Equipes classificadas
| Associação                            | Equipe               | Classificação                                   | Fase           |
| ------------------------------------- | -------------------- | ----------------------------------------------- | -------------- |
| Argentina · (2 vagas + atual campeão) | Independiente        | Campeão da Copa Libertadores da América de 1965 | Semifinal      |
| Argentina · (2 vagas + atual campeão) | Boca Juniors         | Campeão do Campeonato Argentino de 1965         | Fase de grupos |
| Argentina · (2 vagas + atual campeão) | River Plate          | Vice-campeão do Campeonato Argentino de 1965    | Fase de grupos |
| Bolívia · (2 vagas)                   | Deportivo Municipal  | Campeão do Campeonato Boliviano de 1965         | Fase de grupos |
| Bolívia · (2 vagas)                   | Jorge Wilstermann    | Vice-campeão do Campeonato Boliviano de 1965    | Fase de grupos |
| Chile · (2 vagas)                     | Universidad de Chile | Campeão do Campeonato Chileno de 1965           | Fase de grupos |
| Chile · (2 vagas)                     | Universidad Católica | Vice-campeão do Campeonato Chileno de 1965      | Fase de grupos |
| Equador · (2 vagas)                   | Emelec               | Campeão do Campeonato Equatoriano de 1965       | Fase de grupos |
| Equador · (2 vagas)                   | 9 de Octubre         | Vice-campeão do Campeonato Equatoriano de 1965  | Fase de grupos |
| Paraguai · (2 vagas)                  | Olimpia              | Campeão do Campeonato Paraguaio de 1965         | Fase de grupos |
| Paraguai · (2 vagas)                  | Guaraní              | Vice-campeão do Campeonato Paraguaio de 1965    | Fase de grupos |
| Peru · (2 vagas)                      | Alianza Lima         | Campeão do Campeonato Peruano de 1965           | Fase de grupos |
| Peru · (2 vagas)                      | Universitario        | Vice-campeão do Campeonato Peruano de 1965      | Fase de grupos |
| Uruguai · (2 vagas)                   | Peñarol              | Campeão do Campeonato Uruguaio de 1965          | Fase de grupos |
| Uruguai · (2 vagas)                   | Nacional             | Vice-campeão do Campeonato Uruguaio de 1965     | Fase de grupos |
| Venezuela · (2 vagas)                 | Lara                 | Campeão do Campeonato Venezuelano de 1965       | Fase de grupos |
| Venezuela · (2 vagas)                 | Deportivo Italia     | Vice-campeão do Campeonato Venezuelano de 1965  | Fase de grupos |

## Formato
O formato da competição permaneceu praticamente o mesmo da edição do ano anterior, só havendo a alteração no número de participantes: de 10 para 17.
Em cada fase do torneio, as equipes recebiam dois pontos por vitória, um ponto por empate e nenhum ponto por derrota. Se duas ou mais equipes estivessem empatadas em pontos, o seguinte critério era aplicado para determinar a classificação na fase de grupos:
1. um playoff de um jogo;
2. maior saldo de gols;
3. sorteio.

## Fase de grupos
Dezesseis times foram sorteados em três grupos: dois de seis equipes e um de quatro. Em cada grupo, os times jogaram uns contra os outros em casa e fora. Os dois melhores times de cada grupo avançaram para as semifinais. O Independiente, detentor do título, teve um descanso (bye) para a próxima fase.

### Grupo 1
| Pos | Equipe           | Pts | J  | V | E | D | GP | GC | SG  | Classificado |     | RIV | BOC | UNT | DPI | ALI | LAR |
| --- | ---------------- | --- | -- | - | - | - | -- | -- | --- | ------------ | --- | --- | --- | --- | --- | --- | --- |
| 1   | River Plate      | 17  | 10 | 8 | 1 | 1 | 23 | 8  | +15 | Fase final   |     | —   | 2–1 | 5–0 | 2–1 | 3–2 | 3–0 |
| 2   | Boca Juniors     | 14  | 10 | 7 | 0 | 3 | 19 | 9  | +10 | Fase final   |     | 2–0 | —   | 2–0 | 5–2 | 0–1 | 2–1 |
| 3   | Universitario    | 11  | 10 | 4 | 3 | 3 | 10 | 13 | −3  |              |     | 1–1 | 2–1 | —   | 1–2 | 2–0 | 1–0 |
| 4   | Deportivo Italia | 10  | 10 | 4 | 2 | 4 | 15 | 18 | −3  |              | 0–3 | 1–2 | 2–2 | —   | 3–1 | 1–0 |     |
| 5   | Alianza Lima     | 4   | 10 | 2 | 0 | 8 | 9  | 16 | −7  |              | 0–2 | 0–1 | 0–1 | 1–2 | —   | 3–0 |     |
| 6   | Lara             | 4   | 10 | 1 | 2 | 7 | 5  | 17 | −12 |              | 1–2 | 0–3 | 0–0 | 1–1 | 2–1 | —   |     |

1. 1 2  O clássico terminou em 1 a 1, mas o Universitario foi declarado vencedor por 0 a 1, já que o Alianza escalou dois jogadores irregulares: Catalá e Cruz.

### Grupo 2
| Pos | Equipe               | Pts | J | V | E | D | GP | GC | SG | Classificado |     | UCA | GUA | OLI | UCH |
| --- | -------------------- | --- | - | - | - | - | -- | -- | -- | ------------ | --- | --- | --- | --- | --- |
| 1   | Universidad Católica | 7   | 6 | 2 | 3 | 1 | 9  | 5  | +4 | Fase final   |     | —   | 2–0 | 0–0 | 2–2 |
| 2   | Guaraní              | 6   | 6 | 2 | 2 | 2 | 9  | 9  | 0  | Fase final   |     | 3–1 | —   | 2–0 | 1–1 |
| 3   | Olimpia              | 6   | 6 | 2 | 2 | 2 | 7  | 10 | −3 |              |     | 0–4 | 3–3 | —   | 2–0 |
| 4   | Universidad de Chile | 5   | 6 | 1 | 3 | 2 | 6  | 7  | −1 |              | 0–0 | 2–0 | 1–2 | —   |     |

1. 1 2  Resultado do playoff: Guaraní 2–1 Olimpia.

### Grupo 3
| Pos | Equipe              | Pts | J  | V | E | D | GP | GC | SG  | Classificado |     | PEÑ | NAC | WIL | DPM | EML | 9OC |
| --- | ------------------- | --- | -- | - | - | - | -- | -- | --- | ------------ | --- | --- | --- | --- | --- | --- | --- |
| 1   | Peñarol             | 16  | 10 | 8 | 0 | 2 | 20 | 10 | +10 | Fase final   |     | —   | 3–0 | 2–0 | 3–1 | 4–1 | 2–0 |
| 2   | Nacional            | 15  | 10 | 7 | 1 | 2 | 22 | 10 | +12 | Fase final   |     | 4–0 | —   | 3–0 | 4–1 | 1–0 | 3–1 |
| 3   | Jorge Wilstermann   | 10  | 10 | 4 | 2 | 4 | 11 | 14 | −3  |              |     | 1–0 | 0–0 | —   | 3–0 | 2–1 | 4–0 |
| 4   | Deportivo Municipal | 9   | 10 | 4 | 1 | 5 | 21 | 22 | −1  |              | 1–2 | 3–2 | 1–1 | —   | 4–1 | 5–1 |     |
| 5   | Emelec              | 8   | 10 | 4 | 0 | 6 | 15 | 18 | −3  |              | 1–2 | 0–2 | 3–1 | 2–1 | —   | 2–1 |     |
| 6   | 9 de Octubre        | 2   | 10 | 1 | 0 | 9 | 13 | 31 | −18 |              | 1–2 | 2–3 | 3–2 | 3–4 | 0–4 | —   |     |

## Semifinais

### Grupo A
| Pos | Equipe        | Pts | J | V | E | D | GP | GC | SG | Classificado |
| --- | ------------- | --- | - | - | - | - | -- | -- | -- | ------------ |
| 1   | River Plate   | 8   | 6 | 3 | 2 | 1 | 13 | 8  | +5 | Final        |
| 2   | Independiente | 8   | 6 | 3 | 2 | 1 | 9  | 6  | +3 |              |
| 3   | Boca Juniors  | 7   | 6 | 2 | 3 | 1 | 7  | 6  | +1 |              |
| 4   | Guaraní       | 1   | 6 | 0 | 1 | 5 | 5  | 14 | –9 |              |

| 30 de março | Guaraní      | 1 – 3 | Boca Juniors                  | Assunção                                             |  |
|             | González 54' |       | Rojas 43' · Menéndez 56', 75' | Estádio: Manuel Ferreira Árbitro: PER Carlos Riveros |  |

| 6 de abril | Guaraní      | 1 – 3 | River Plate                        | Assunção                                                     |  |
|            | González 76' |       | Solari 1' · Onega 44' · Loayza 49' | Estádio: Manuel Ferreira Árbitro: PER Enrique Montes Pedraza |  |

| 8 de abril | Boca Juniors | 0 – 2 | Independiente              | Buenos Aires                                                           |  |
|            |              |       | Cardoso 43' · Tarabini 87' | Estádio: La Bombonera Público: 50 000 Árbitro: ARG José Luis Praddaude |  |

| 12 de abril | Independiente | 1 – 1 | River Plate | Avellaneda                                                           |  |
|             | Tarabini 55'  |       | Solari 25'  | Estádio: La Doble Visera Público: 60 000 Árbitro: ARG Luis Pestarino |  |

| 14 de abril | River Plate               | 2 – 2 | Boca Juniors          | Buenos Aires                                                               |  |
|             | Sarnari 60' · Silvero 76' |       | Madurga 5' · Rojas 8' | Estádio: Monumental de Núñez Público: 55 000 Árbitro: ARG Aurelio Bosolino |  |

| 14 de abril | Guaraní | 0 – 2 | Independiente               | Assunção                                                              |  |
|             |         |       | Cardoso 61' · Pastoriza 87' | Estádio: Manuel Ferreira Público: 25 000 Árbitro: PER Arturo Yamasaki |  |

| 19 de abril | River Plate                       | 4 – 2 | Independiente  | Buenos Aires                                                                |  |
|             | Sarnari 12', 73' · Onega 38', 44' |       | Savoy 21', 63' | Estádio: Monumental de Núñez Público: 50 000 Árbitro: ARG Robert Goicoechea |  |

| 19 de abril | Boca Juniors     | 1 – 1 | Guaraní       | Buenos Aires                                                       |  |
|             | Rojas 80' (pen.) |       | Melgarejo 50' | Estádio: La Bombonera Público: 35 000 Árbitro: PER Arturo Yamasaki |  |

| 21 de abril | River Plate                 | 3 – 1 | Guaraní      | Buenos Aires                                                              |  |
|             | Onega 23', 64' · Loayza 59' |       | Martínez 47' | Estádio: Monumental de Núñez Público: 55 000 Árbitro: PER Arturo Yamasaki |  |

| 26 de abril | Independiente                   | 2 – 1 | Guaraní     | Avellaneda                                                           |  |
|             | Tarabini 33' · Savoy 75' (pen.) |       | Navarro 35' | Estádio: La Doble Visera Público: 45 000 Árbitro: PER Carlos Riveros |  |

| 29 de abril | Independiente | 0 – 0 | Boca Juniors | Avellaneda                                                           |
|             |               |       |              | Estádio: La Doble Visera Público: 60 000 Árbitro: ARG Ángel Coerezza |

| 4 de maio | Boca Juniors | 1 – 0 | River Plate | Buenos Aires                                                      |  |
|           | Rojas 72'    |       |             | Estádio: La Bombonera Público: 50 000 Árbitro: ARG Ángel Coerezza |  |

| 10 de maio Playoff | River Plate              | 2 – 1 (pro.) | Independiente | Buenos Aires                                                          |  |
|                    | Onega 91' · Cubilla 119' |              | Artime 100'   | Estádio: Viejo Gasómetro Público: 60 000 Árbitro: ARG Miguel Comesaña |  |

### Grupo B
| Pos | Equipe               | Pts | J | V | E | D | GP | GC | SG | Classificado |
| --- | -------------------- | --- | - | - | - | - | -- | -- | -- | ------------ |
| 1   | Peñarol              | 6   | 4 | 3 | 0 | 1 | 6  | 1  | +5 | Final        |
| 2   | Universidad Católica | 4   | 4 | 2 | 0 | 2 | 4  | 5  | –1 |              |
| 3   | Nacional             | 2   | 4 | 1 | 0 | 3 | 3  | 7  | –4 |              |

| 30 de março | Universidad Católica | 1 – 0 | Peñarol | Santiago                                                       |  |
|             | Ibáñez 59'           |       |         | Estádio: Nacional Público: 22 676 Árbitro: ARG Miguel Comesaña |  |

| 2 de abril | Universidad Católica | 1 – 0 | Nacional | Santiago                                                       |  |
|            | Inostroza 88'        |       |          | Estádio: Nacional Público: 40 037 Árbitro: ARG Miguel Comesaña |  |

| 10 de abril | Peñarol                    | 3 – 0 | Nacional | Montevidéu                                                       |  |
|             | Rocha 47', 69' (pen.), 83' |       |          | Estádio: Centenario Público: 50 174 Árbitro: ARG Miguel Comesaña |  |

| 14 de abril | Nacional                        | 3 – 2 | Universidad Católica      | Montevidéu                                                         |  |
|             | Oyarbide 34' · Virgili 48', 89' |       | Inostroza 38' · Tobar 74' | Estádio: Centenario Público: 18 481 Árbitro: ARG Robert Goicoechea |  |

| 19 de abril | Peñarol              | 2 – 0 | Universidad Católica | Montevidéu                                                           |  |
|             | Rocha 10' · Joya 55' |       |                      | Estádio: Centenario Público: 62 000 Árbitro: ARG José Luis Praddaude |  |

| 23 de abril | Nacional | 0 – 1 | Peñarol    | Montevidéu                                         |  |
|             |          |       | Cortés 71' | Estádio: Centenario Árbitro: ARG Robert Goicoechea |  |

## Final
| Time        | Pts | J | V | E | D | GP | GC | SG |
| ----------- | --- | - | - | - | - | -- | -- | -- |
| Peñarol     | 4   | 3 | 2 | 0 | 1 | 8  | 5  | +3 |
| River Plate | 2   | 3 | 1 | 0 | 2 | 5  | 8  | –3 |

| 12 de maio | Peñarol                | 1 – 0 | River Plate | Montevidéu                                                         |  |
|            | Abbadie 74' · Joya 84' |       |             | Estádio: Centenario Público: 46 041 Árbitro: ARG Robert Goicoechea |  |

| 18 de maio | River Plate                               | 3 – 2 | Peñarol                 | Buenos Aires                                                                 |  |
|            | D. Onega 37' · Sarnari 56' · E. Onega 69' |       | Rocha 35' · Spencer 53' | Estádio: Monumental de Núñez Público: 60 000 Árbitro: URU José María Codesal |  |

| 20 de maio Playoff | River Plate            | 2 – 4 (pro.) | Peñarol                                     | Santiago                                                      |  |
|                    | Onega 27' · Solari 42' |              | Spencer 65' 102' · Abbadie 71' · Rocha 109' | Estádio: Nacional Público: 40 240 Árbitro: CHI Claudio Vicuña |  |

### Premiação
| Copa Libertadores da América de 1966 |
| Uruguai                              |
| ------------------------------------ |
| Peñarol Campeão (3° título)          |

## Estatísticas

### Artilheiros
| Pos. | Jogador             | Equipe            | Gols |
| ---- | ------------------- | ----------------- | ---- |
| 1    | Daniel Onega        | River Plate       | 17   |
| 2    | Pedro Rocha         | Peñarol           | 10   |
| 3    | Agostino Nitti      | Deportivo Italia  | 7    |
| 3    | Alfredo Rojas       | Boca Juniors      | 7    |
| 3    | Ausberto García     | Jorge Wilstermann | 7    |
| 3    | Cirilo Fernández    | 9 de Octubre      | 7    |
| 3    | Gerardo González    | Olimpia           | 7    |
| 3    | Hugo Lencina        | Emelec            | 7    |
| 3    | Julio César Morales | Nacional          | 7    |
| 3    | Orlando Virgili     | Nacional          | 7    |
| 3    | Salomón Moyano      | Municipal         | 7    |